# Elden Curtiss
Elden Curtiss, né le 16 juin 1932 à Baker City (Oregon, États-Unis), est un prélat catholique américain, évêque d'Helena de 1976 à 1993 puis archevêque d'Omaha de 1993 à 2009.

## Biographe

### Jeunesse et ministères
Fils d'Elden Curtiss, d'origine irlandaise, et de son épouse Mary, d'origine slovène, il est l'aîné de ses trois frères. Il étudie au Séminaire de Saint-Édouard à Kenmore (Washington) et est ordonné prêtre par Francis Leipzig le 24 mai 1958. 
Il est responsable de la pastorale à Lakeview, La Grande et dans la vallée du Jourdain puis sert comme aumônier hospitalier.
Il poursuit ses études aux universités de Fordham, de Portland et de Notre-Dame. Il est titulaire d'une maîtrise en théologie et en administration de l'éducation. Après avoir servi comme directeur de l'information et de surintendant des écoles dans le diocèse de Baker, il devient professeur et président-recteur du séminaire de Mount Angel.

### Épiscopat

#### Évêque d'Helena
Le 4 mars 1976, il est nommé septième évêque d'Helena par le pape Paul VI. 
Il est consacré le 28 avril suivant par Cornelius Power, assisté de Thomas Connolly et Francis Leipzig. Il choisit alors comme devise épiscopale : « Afin que nous tous soyons un » (Jean 17:21).
Au cours de son épiscopat, il encourage, dès 1982, une plus grande participation des laïcs.

#### Évêque d'Omaha
Le 4 mai 1993, le pape Jean-Paul II le nomme évêque d'Omaha le 25 juin suivant.
Durant son mandat, Elden Curtiss établit trois paroisses, cinq églises, et six écoles. Il crée également une commission d'examen pour le traitement des cas d'abus sexuels, un ministères pour les Hispanique, les Soudanais, les Coréens, les Amérindiens et les communautés afro-américaines et il fonde l'Institut Sainte-Cécile pour la Formation des Laïcs et l'Institut pour la formation des prêtres. Il a également ordonné 63 prêtres durant son mandat.
En juin 2007, après avoir atteint l'âge traditionnel de la retraite pour les évêques à 75 ans, il présente sa lettre de démission au pape Benoît XVI, qui ne l'accepte que le 3 juin 2009.